# Anthidium gratum
Anthidium gratum là một loài Hymenoptera trong họ Megachilidae. Loài này được Morawitz mô tả khoa học năm 1896.